# Erik Weiß
Erik Weiß (ur. 23 czerwca 1987) – niemiecki zapaśnik walczący w stylu klasycznym. Zajął 23. miejsce na mistrzostwach świata w 2011 i 2018. Siódmy na mistrzostwach Europy w 2018. Czternasty na igrzyskach europejskich w 2019. Piąty w Pucharze Świata w 2017 roku.
Mistrz Niemiec w 2011, 2012, 2013 i 2017, a trzeci w 2008, 2009, 2015, 2016, 2018 i 2019 roku.